# 프로젝트A 2: A계획 속집
《프로젝트A 2: A계획 속집》(영어: Project A 2)은 1987년에 개봉된 홍콩의 액션 영화이다.

## 줄거리
첫 번째 영화의 마지막 부분에서 이어지는 이 영화에서 해적들은 복수를 위해 마여룡을 죽이겠다고 맹세한다. 해상 경찰서장의 추천으로 마여룡은 춘 경감이 체포를 조작하는 것으로 의심되어 사이완 지역 담당으로 전근된다. 춘은 뛰어난 실적을 가지고 있지만, 그가 연루된 "범죄자들"은 총에 맞아 사망했기 때문에 그에 대한 증거가 없다.
마여룡과 그의 부하들은 찻집에서 산산과 그녀의 사촌 구심호를 만난다. 그는 구심호가 쑨원 박사가 이끄는 중국 혁명가들의 일원임을 알게 된다. 마여룡은 자신의 경찰관 중 한 명을 제외하고 모두 뇌물을 받고 있다는 것을 깨닫고 자신을 사이완 경찰서의 신임 경감이라고 밝힌다. 유일하게 정직한 경찰관인 동 서장은 그들에게 도박장 및 기타 불법 사업을 운영하는 진삼환이라는 갱스터가 마을의 실세라고 말한다.
경찰서의 부하들이 너무 겁이 많아서 마여룡은 동 서장과 해상 경찰에서 데려온 세 친구와 함께 진삼환과 맞서야 했다. 경찰이 수적으로 압도당하는 큰 싸움 끝에 해상 경찰이 총을 들고 나타나 갱스터들을 항복하게 만든다. 진삼환과의 마지막 싸움 후 모든 갱스터들은 감옥에 보내지고, 경찰서의 경찰들은 더 나은 일을 하도록 고무된다.
마여룡은 양녀의 생일 파티를 위해 총독의 경비를 책임지게 된다. 춘은 혁명가 집단과 협력하여 마여룡이 총독의 다이아몬드 펜던트를 훔친 것으로 연루시키고, 마여룡은 체포된다. 파티 후, 구심호는 춘과 함께 일하는 황후의 요원들에게 납치되어 산산의 집 옷장에 갇힌다. 산산, 이, 마여룡, 동 서장이 도착한다. 이는 숨지만 결국 제국 요원 중 한 명에게 위협받는다. 수갑을 찬 마여룡과 동 서장은 화장실로 들어간다. 그들이 화장실에 있는 동안, 총경이 도착한다.
산산이 제복을 걸자 마여룡과 동 서장은 수갑 열쇠를 본다. 그들은 수갑에서 벗어나 침대 밑에 숨고 수갑 열쇠를 잃어버린다. 그들은 구심호와 함께 옷장에 있는 제국 요원들을 본다. 산산과 총경은 앉아서 이야기한다. 총경은 자신을 안락의자에 수갑을 채워 두 사람을 수갑 채우는 방법을 시연하지만 벗어나지 못한다. 춘이 산산을 방문하러 오고, 총경은 침대 밑에 숨어 마여룡과 동 서장을 본다. 산산은 마침내 춘을 집에서 내보내고, 마여룡, 동 서장, 동 서장, 산산은 제국 요원들을 물리친다. 결국 제국 요원들은 체포되고, 혁명 대장은 탈출하며, 마여룡은 춘에게 수갑이 채워져 본교도소로 끌려간다. 구심호는 혁명가들의 도움으로 마을을 떠난다. 춘은 교도소장에 의해 마여룡을 살해하도록 지시한다.
해적들이 마여룡과 춘을 도끼로 공격하지만, 경찰이 나타난 후 결국 쫓겨난다. 마여룡은 죄수에게 넘겨져 자루에 묶여 바다에 던져진다. 혁명가들은 마여룡을 구출하여 약국 위 아지트로 데려가 그를 영입하려고 한다. 마여룡은 자신은 단지 홍콩 경찰이라고 말하며 적극적으로 돕기를 거부한다. 해적 두목이 병에 걸려 해적들이 약국에 들어가 약초를 구한다. 마여룡이 개입하여 약값을 지불하겠다고 제안하자 해적들은 그를 훨씬 더 좋게 생각하게 된다.
제국 요원들이 도착하여 검은 책을 차지하기 위해 대부분의 혁명가들을 체포한다. 마여룡은 산산과 백 양이 책을 안전하게 보호하면서 탈출하도록 돕는다. 격렬한 질주와 싸움 끝에 그는 해적들의 도움으로 그들을 물리친다. 총경이 대규모 경찰 병력을 이끌고 도착하여 춘 경감을 체포하라고 명령한다. 이제 춘이 마여룡을 살해하려고 한다는 것을 완전히 알게 된 것이다. 춘은 도망치려 하지만, 돈 가방을 회수하려고 할 때 거대한 대나무와 나무로 된 무대 외관이 춘 위로 떨어진다. 마여룡은 총경의 명령에 따라 경찰을 지휘한다.

## 캐스팅

### 주연
- 성룡 - 마여룡 역
- 장만옥 - 산산
- 관지림 - 구심호

### 조연
- 린웨이 - 진삼환 역
- 진혜민 - 구심호 역
- 동표 - 동 서장 역
- 유가령 - 추령 역
- 여량위 - 만천청 역
- 하가경 - 하지경 역
- 관해산 - 지휘관 역
- 간혜진 - 산산의 친구 역
- 타이바오 - 마여룡의 동료 역
- 유조명 - 청나라 사신 역
- 허관영 - 경찰 역
- 진백상 - 해적 역

## 한국판 성우진(KBS) (1996년 3월 30일)
- 장세준 - 마여룡(성룡)
- 김수경 - 백아영(관지림)
- 신성호 - 하지경(하가경)
- 황원 - 동서장(동표)
- 주호성 - 지휘관(관해산)
- 문지현 - 추령(유가령)
- 최병상 - 진삼환(린웨이)
- 김규식 - 경찰 간부(보지다르 스밀자닉)
- 김정호 - 구심호(진혜민) / 음식점 주인(정군면)
- 김정애 - 산산(장만옥)
- 안종익 - 마여롱의 동료(화성) / 경찰 간부(패트릭 퍼비자)
- 유동현 - 만천청(여량위) / 경찰(허관영) / 기자(진가신)
- 박상훈 - 마여룡의 동료(이건생)
- 김혜미 - 산산의 친구(간혜진)
- 한호웅 - 마여룡의 동료(태보) / 간수장(조 레드너)